# Antonietta Fricci
Antonietta Fricci, nome italianizzato di Antonia Frietsche (Vienna, 8 gennaio 1840 – Torino, 7 settembre 1912), è stata un soprano e mezzosoprano austriaco.
Studiò nella città natale con la celebre Mathilde de Castrone Marchesi (insegnante fra le altre di Nellie Melba ed Emma Calvé) e proseguì gli studi in Italia, modificando il nome in Antonietta Fricci.
Debuttò a Pisa presso il Teatro Rossi, nella parte di Violetta ne La traviata di Verdi nel 1858. 
Al Teatro Comunale di Bologna nel 1858 il 5 ottobre è Semiramide (Rossini) seguita dalla prima assoluta di Lidia di Bruxelles di Giovanni Pacini e Violetta (La traviata).
Nel 1859 è Isabella d'Aragona di Carlo Pedrotti nella prima assoluta al Teatro Vittorio Emanuele di Torino ed al Teatro San Carlo di Napoli Lidia ne Il saltimbanco di Pacini e canta nella prima assoluta di La danza augurale di Saverio Mercadante.
Nel 1861 al Teatro Nacional de São Carlos di Lisbona è Elena in Marin Faliero (opera) con il tenore Pietro Neri-Baraldi, Gemma di Vergy, la protagonista di Martha (opera) diretta da Pietro Antonio Coppola con Célestine Galli-Marié ed Elvira Valton ne I puritani con Neri-Baraldi e Amelia in Un ballo in maschera con la Galli-Marié.
Al Royal Opera House, Covent Garden di Londra ha cantato prima nel 1862 e poi ancora nel 1867, dove è stata la prima Eboli londinese nel Don Carlos di Verdi diretta da Michele Costa con Francesco Graziani (baritono).
Nel 1863 sposò il tenore minerbiese Pietro Neri-Baraldi.
Inizialmente Verdi aveva pensato a lei per il ruolo da protagonista per l'Aida, ma la Fricci era impegnata a Lisbona e tutti i tentativi per liberarla furono inutili.
Per la sua origine austriaca, incontrò qualche problema nel periodo dell'Unificazione italiana a cantare in Veneto e in Lombardia, tanto che perse diverse scritture.
Al Teatro Regio di Torino nel 1866 è Valentina ne Gli ugonotti.
Nel 1867 a Torino è Norma e Lady Macbeth ed a Bologna Angelo Mariani (direttore d'orchestra) Norma e principessa Eboli nella prima italiana di Don Carlo con Teresa Stolz ed Antonio Cotogni cantata anche a Torino con Cotogni.
Nel 1868 a Torino è Lucrezia Borgia.
Nel 1870 al Teatro Regio di Parma è Valentina ne Gli ugonotti, Lucrezia Borgia con Marianna Barbieri-Nini e Norma, a Bologna diretta da Mariani Leonora ne La forza del destino con Gaetano Fraschini e Macbeth ed al Teatro alla Scala di Milano Sélika ne L'africana con Mario Tiberini ed Ormondo Maini.
Nel 1874 alla Scala canta nella prima di Macbeth.
Fu molto attiva anche nell'ambito delle stagioni liriche del Teatro alla Scala di Milano (dove interpretò Aldona alla prima assoluta de I Lituani di Ponchielli diretta da Franco Faccio con Luigi Bolis nel 1874) e in altri teatri italiani, tra cui il Comunale di Bologna. A lei (o, piuttosto, ad un suo ammiratore sfegatato, certo Faccioli), durante una rappresentazione del Mosè, è dedicato il brano in dialetto bolognese L êra Fasôl di Carlo Musi.
Nel novembre 1878 è Mirza nel successo della prima assoluta di La creola di Gaetano Coronaro diretta da Faccio con Giuseppe Kaschmann a Bologna. Dopo questa interpretazione nel teatro che l'aveva vista nascere si ritirò per dedicarsi all'insegnamento del canto. Tra le sue allieve, al Conservatorio di Torino, ebbe Cesira Ferrani.
È rimasta celebre per le sue interpretazioni di Norma, Macbeth e Lucrezia Borgia.